# Hemicloeina kapalga
Hemicloeina kapalga is een spinnensoort uit de familie Trochanteriidae. De soort komt voor in Noordelijk Territorium.